# Provenhuis van Cornelis van Eyck
Het Provenhuis van Cornelis van Eyck was een hofje in de Doelenstraat in Alkmaar.
In zijn testament van maart 1750 bepaalde de zeer vermogende Alkmaarse oud-burgemeester en dijkgraaf Cornelis van Eyck dat een deel van zijn erfenis besteed moest worden voor de bouw en exploitatie van een provenhuis. Van Eyck had geen kinderen en wilde graag een goede bestemming geven aan zijn erfenis. 
Hij wist waar hij het over had: zelf was hij jarenlang regent geweest van de provenhuizen van Helena van Oosthoorn en Geertruid Bijlevelt. Het  nieuw te stichten hofje was in de eerste plaats bedoeld voor bloedverwanten of relaties van de stichter en diens familieleden. Als die er niet (meer) waren, moest het provenhuis ‘soulaes en onderstant’ bieden aan een viertal ‘vervalle bejaarde dogteren off weduwen’. Drie van de vrouwen moesten hervormd zijn, de vierde doopsgezind. 
Het testament regelde ook precies de samenstelling van het tweehoofdige regentencollege. Een van beide plaatsen was gereserveerd voor de oudste predikant van de gereformeerde gemeente en diens opvolgers. De andere bestuursfunctie was voorbehouden aan de oudste mannelijke afstammeling van de Alkmaarse regent Adriaen Jacobsz. Baert, die gehuwd was met een nicht van Van Eyck. 
In 1751 overleed Van Eyck en nog in hetzelfde jaar ging het provenhuis van start. Het werd gevestigd in een bestaand huis in de Doelenstraat, ten zuiden van de Nieuwe Doelen. In oude stukken is sprake van een regentenkamer, links naast de ingang. Behalve kamers voor de bewoonsters, beschikte het huis ook over een gemeenschappelijke tuinkamer, een keuken en een voorkamer. Achter het pand bevond zich een grote tuin, grenzend aan het Doelenveld. 
De ingang van het provenhuis in de Doelenstraat bestond uit een vroeg-17e-eeuwse poort, met erboven een marmeren plaquette met de naam van het provenhuis en het stichtingsjaar. Een binnenpoort daarachter gaf toegang tot de vertrekken. Het provenhuis was erg naar binnen gericht: een groot deel van de voorgevel bestond uit een blinde muur. 
In 1873 was het pand dermate vervallen, dat het vervangen moest worden door nieuwbouw. De huidige, vrij eenvoudige gevel aan de Doelenstraat dateert uit dit jaar. De poort werd vervangen door een brede, dubbele deur met aan weerszijden twee ramen. Na de herbouw waren er alleen nog woonkamers in het provenhuis: twee aan de voorkant en twee in het langgerekte achterhuis. Er werd vanaf die tijd elders vergaderd. 
Tot aan de Tweede Wereldoorlog is het provenhuis in gebruik gebleven en werd het conform het testament van Van Eyck bestuurd door een predikant en iemand uit de familie Baert. De verdere geschiedenis van het provenhuis is in nevelen gehuld. Archief is niet of nauwelijks bewaard gebleven. Het is zeer waarschijnlijk dat het pand, dat inmiddels in slechte staat verkeerde, na de oorlog niet lang meer bewoond is geweest. Later ging het deel uitmaken van het gebouwencomplex van het Stedelijk Museum Alkmaar. Het langgerekte achterhuis is toen afgebroken, zodat er achter het pand in het verlengde van de Doelen een ruime binnenplaats ontstond.   